# カール・ルービン
カール・ルービン（1956年1月27日 - ）は、アメリカ合衆国の数学者。専門は楕円曲線。1986年、虚数乗法を持ち階数が1以下のある楕円曲線についてテイト・シャファレヴィッチ群が有限になることを証明した。

## 概要
1976年にプリンストン大学を卒業し、博士号を取得した。博士課程の指導教官はアンドリュー・ワイルズであった。
1988年、全米科学財団の大統領若手研究者賞を受賞し、1992年には、数論でアメリカ数学会からコール賞を受賞した。2012年にアメリカ数学協会のフェローになった 。
両親は、数学者のロバート・ルービン(数学者)と天文学者のヴェラ・ルービンで 、兄に天文学者で物理学者のジュディス・ヤングを持つ。